# Giuseppina Paterniti
Giuseppina Paterniti Martello (Capo d'Orlando, 27 settembre 1956) è una giornalista, autrice televisiva e scrittrice italiana.

## Biografia
Giuseppina Paterniti, entrata in Rai ha iniziato lavorando in qualità di presentatrice, responsabile e autrice televisiva dal 1981 al 1991, ha lavorato per vari programmi per ragazzi del servizio pubblico come il Sabato dello Zecchino, Direttissima con la tua antenna e Big! con Piero Chiambretti, poi, per tre anni dal 1989 è stata anche autrice del programma di seconda serata di geografia economica e politica di Rai 1, Atlante.
Dal 1996 al 2007, si è occupata dell'informazione di politica economica seguendo molteplici consigli dei ministri, vertici NATO e svariati vertici del Fondo Monetario Internazionale, del G8 e dell'Organizzazione mondiale del commercio, come inviata della redazione economica del TG3 ed è stata rappresentante del comitato di redazione della stessa testata per circa quattro anni. Inoltre, sempre per il TG3 a luglio 2001 ha commentato in diretta televisiva i drammatici eventi del G8 di Genova, realizzando tra l'altro numerose inchieste tra cui una sulle cartolarizzazioni degli immobili pubblici all'interno della rubrica Primo Piano.

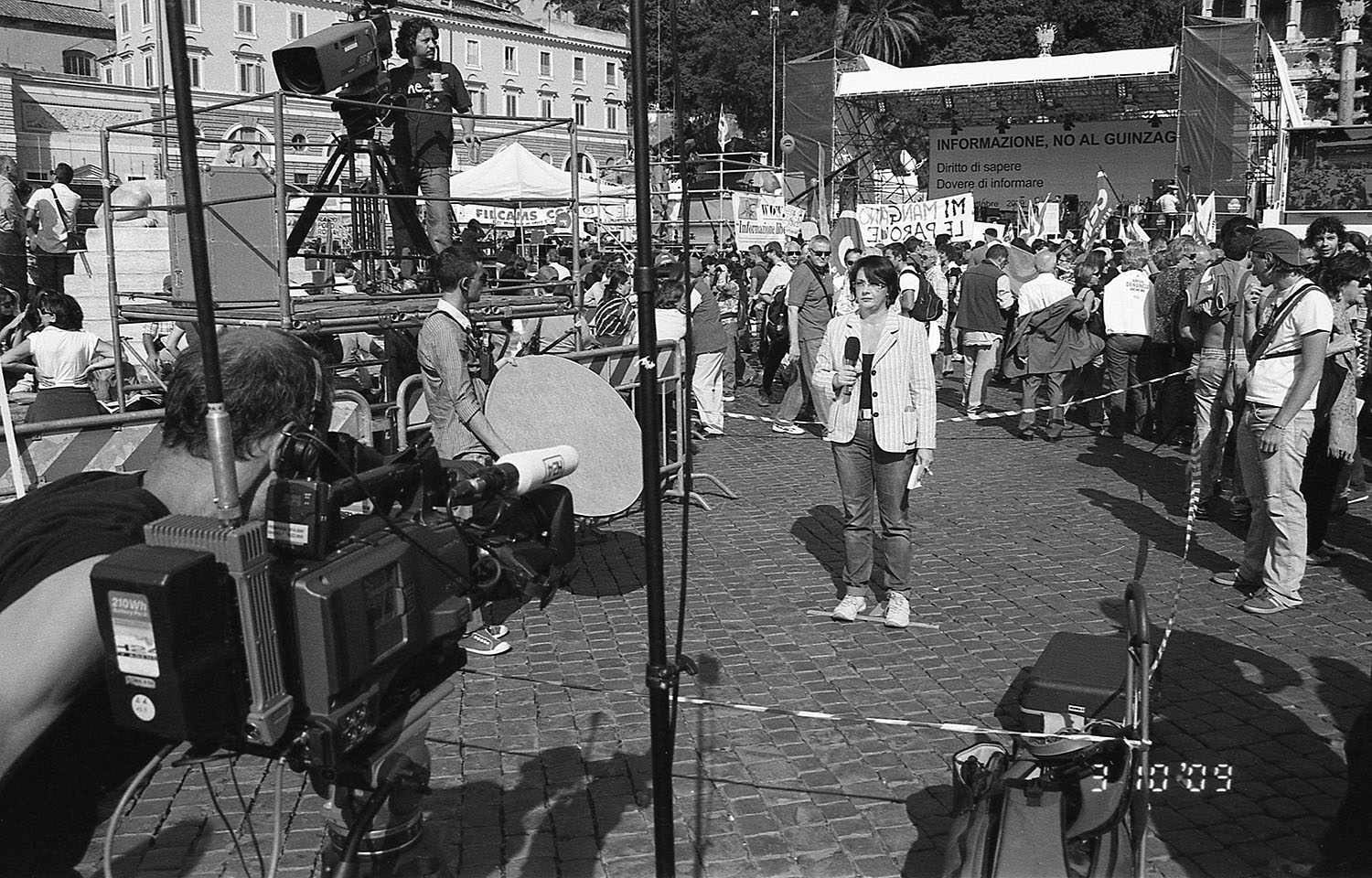
Giuseppina Paterniti in collegamento Rai da Roma piazza del Popolo manifestazione per la libertà di stampa 3 ottobre 2009

Dal 2008 al 29 luglio 2015, ha lavorato come corrispondente Rai da Bruxelles, seguendo le attività delle istituzioni europee, quali: Commissione europea, Consiglio europeo e Parlamento europeo oltre ad approfondire l'evolversi della crisi economica greca che prevedeva una possibile uscita del paese dall'Euro, per tutti i telegiornali, rubriche, trasmissioni e speciali Rai.
Negli anni duemiladieci, poi, come giornalista ha raccontato gli innumerevoli vertici dei capi di Stato e di Governo sugli argomenti più cruciali del percorso di integrazione europea, seguendo a Strasburgo le sessioni plenarie del Parlamento europeo e in Lussemburgo le riunioni dei consigli dei ministri.
Il 30 luglio 2015, il CDA della Rai all'unanimità le ha affidato la vicedirezione del TGR.
Successivamente, il 31 ottobre 2018, sempre su proposta del consiglio di amministrazione della Rai è stata nominata direttrice del TG3. Sotto la sua direzione, la testata ha visto una crescita notevole degli ascolti, in particolar modo tra il pubblico giovane, affermandosi così tra le prime testate nazionali a livello di audience.
Il 15 maggio 2020, il consiglio di amministrazione della Rai la nomina direttrice editoriale dell'offerta informativa della Rai; di conseguenza, alla direzione del TG3 subentra Mario Orfeo.

## Pubblicazioni
- Giuseppina Paterniti, Sergio Pintor, Renzo Fozzati (a cura di), Il dialogo nella vita cristiana, Roma, Edizioni Paoline, 1994, ISBN 8831510002.
- Giuseppina Paterniti, Beati quelli che piangono e hanno fame, Roma, Edizioni Paoline, 1995, ISBN 8831511181.
- Giuseppina Paterniti, Una nuova anima Europea - Intervista di G. Paterniti a Romano Prodi, Roma, Editrice Ave, 2002, ISBN 978-88-8065-215-1.
- Giuseppina Paterniti, Angelo Fodde (a cura di), Lo stivale di carta, Roma, Editori Riuniti, 2004, ISBN 8835955645.
- Giuseppina Paterniti (a cura di), Eduardo Pironio. Profeta di speranza, Roma, Ave, 2020, ISBN 9788832711127.